# VOB
VOB(Video OBject)는 DVD 비디오 미디어를 위한 컨테이너 포맷이다. VOB는 디지털 영상, 디지털 오디오, 자막, DVD 메뉴, 탐색 콘텐츠 등을 담을 수 있다. VOB 포맷 안의 파일은 암호화되어 있는 경우도 있다.